# Prosevania flavocoxalis
Prosevania flavocoxalis är en stekelart som först beskrevs av Charles Thomas Brues 1918.  Prosevania flavocoxalis ingår i släktet Prosevania och familjen hungersteklar. Inga underarter finns listade i Catalogue of Life.